# Superstrada H3
La superstrada H3 (hitra cesta H3 - severna obvozna cesta Ljubljane, "strada veloce H3 - tangenziale nord Lubiana") è una superstrada slovena che collega il quartiere lubianese di Zadobrova con Koseze.
Consente al traffico della A1 di evitare, provenendo da nord, il passaggio attraverso il centro della capitale slovena.
Dal 1º luglio 2008 è obbligatorio, su tutte le autostrade e superstrade, l'uso di un bollino per il pagamento del pedaggio, dal costo variabile a seconda del periodo di validità e del mezzo di trasporto. Dal 1º febbraio 2022 è entrata in vigore la vignetta elettronica (e-vignetta).

## Percorso
| H3        |                                                  |        |      |
| Tipologia | Indicazione                                      | ↓km↓   | ↑km↑ |
|           | Zadobrova Celje - Maribor                        | 0,0 km |      |
|           | Lubiana-Nove Jarše                               | x,x km |      |
|           | Lubiana-Tomačevo                                 | x,x km |      |
|           | Lubiana-Bežigrad                                 | x,x km |      |
|           | Lubiana-Savlje                                   | x,x km |      |
|           | Lubiana-Industrijska cona Šiška Z.Industr. Šiška | x,x km |      |
|           | Lubiana-sever Lubiana Nord                       | x,x km |      |
|           | Lubiana-Dravlje                                  | x,x km |      |
|           | Lubiana-Podutik                                  | x,x km |      |
|           | Koseze Kranj - Obrežje (in costruzione)          | x,x km |      |